# David Reutimann
Statistiques en NASCAR Cup Series
Dernière mise à jour : 7 mars 2012 
David Reutimann (né le 2 mars 1970 à Zephyrhills, Floride) est un pilote américain de NASCAR participant à la Cup Series.
Il pilote la voiture no 00 jusqu'à la fin de la saison 2011. Lors de la saison 2012, il pilote la Chevrolet no 10 de la Tommy Baldwin Racing pour une partie des courses et partage le volant avec Danica Patrick.